# Roch Gérard
Pour les articles homonymes, voir Gérard.
Roch Gérard, né le 4 janvier 1972, est un footballeur international aspirant et entraîneur belge. Il joue l'intégralité de sa carrière professionnelle au Sporting de Charleroi comme défenseur latéral droit, avant de redescendre de niveau au début des années 2000.
International en équipes d'âge, en équipe militaire, chez les espoirs et les aspirants, il n'a néanmoins jamais été convoqué ches les Diables Rouges contrairement à beaucoup de coéquipiers de sa génération.
Il est actuellement l'entraîneur de la Royale union sportive rebecquoise.

## Biographie

### Carrière d'entraineur
Roch Gérard entame sa reconversion au poste d'entraîneur en fin de saison 2004-2005 dans son dernier club de joueur, la Jeunesse aischoise où le coach en place avait renoncé à quelques rencontres de la fin du championnat. Il prolonge son bail d'un an avec un retour en Promotion à la clef et y maintient le club durant trois années supplémentaires.
Il succède ensuite à Patrick Thairet à la barre de la Royale Jeunesse Sporting Heppignies-Lambusart-Fleurus qu'il hisse d'emblée en D3 à l'issue d'un tour final rondement mené en 2010. Il remet sa démission fin 2012 miné par les problèmes extra-sportifs du club,.
Arrivé en novembre 2012 à la Royale Union wallonne Ciney, il prolonge son contrat de deux saisons supplémentaires en 2014. La direction cinassienne lui signifie son éviction en décembre 2016 à la suite de mauvais résultats, alors que le club ambitionnait le titre en D2 Amateur cette année-là.
Il prend alors la direction de Pont-à-Celles-Buzet en D3 Amateur où il trouve visiblement un projet qui lui correspond car, après trois saisons, le club lui a proposé en mars 2020 de prolonger pour deux années supplémentaires et l'homme a accepté. Malgré une saison 2021-2022 pourrie et synonyme de relégation en séries provinciales, Gérard ne veut pas rester sur cet échec et prolonge d'une année supplémentaire avec l'ambition de relancer le club,. Dans l'optique de maintenir une certaine stabilité, le club prolonge le contrat de son entraîneur d'une année supplémentaire en mars 2023, avant même qu'il ne signe un bilan plutôt positif à l'issue de la saison en terminant 5e au classement et en accédant au tour final, toutefois défait lors du premier duel par le FC Flénu, futur promu en D3 Amateur.
Au terme de la saison 2024-2025, Roch Gérard et la direction du PAC s'accordent pour mettre fin à leur collaboration, celle-ci désirant démarrer un nouveau cycle. Il décide alors tout d'abord de prendre une pause mais, à la surprise générale, accepte néanmoins un nouveau défi avec la Royale union sportive rebecquoise.

## Statistiques

### Statistiques de joueur

#### En club
| Saison                | Club                  | Championnat           | Championnat | Championnat | Coupe nationale | Coupe nationale | Coupe de la Ligue | Coupe de la Ligue | Compétition(s) continentale(s) | Compétition(s) continentale(s) | Compétition(s) continentale(s) | Total | Total |
| Saison                | Club                  | Division              | M.          | B.          | M.              | B.              | M.                | B.                | Comp.                          | M.                             | B.                             | M.    | B.    |
| 1989-1990             | Charleroi SC          | Division 1            | 14          | 1           | -               | -               | -                 | -                 | -                              | -                              | -                              | 14    | 1     |
| 1990-1991             | Charleroi SC          | Division 1            | 9           | 1           | -               | -               | -                 | -                 | -                              | -                              | -                              | 9     | 1     |
| 1991-1992             | Charleroi SC          | Division 1            | 19          | 0           | -               | -               | -                 | -                 | -                              | -                              | -                              | 19    | 0     |
| 1992-1993             | Charleroi SC          | Division 1            | 27          | 1           | 6               | 0               | -                 | -                 | -                              | -                              | -                              | 33    | 1     |
| 1993-1994             | Charleroi SC          | Division 1            | 31          | 1           | 3               | 1               | -                 | -                 | -                              | -                              | -                              | 34    | 2     |
| 1994-1995             | Charleroi SC          | Division 1            | 29          | 5           | 1               | 0               | -                 | -                 | C3                             | 2                              | 0                              | 32    | 5     |
| 1995-1996             | Charleroi SC          | Division 1            | 29          | 5           | 1               | 0               | -                 | -                 | CI                             | 3                              | 1                              | 33    | 6     |
| 1996-1997             | Charleroi SC          | Division 1            | 29          | 3           | 2               | 0               | -                 | -                 | CI                             | 1                              | 0                              | 32    | 3     |
| 1997-1998             | Charleroi SC          | Division 1            | 28          | 2           | 1               | 0               | 3                 | 1                 | -                              | -                              | -                              | 32    | 3     |
| 1998-1999             | Charleroi SC          | Division 1            | 5           | 0           | -               | -               | -                 | -                 | -                              | -                              | -                              | 5     | 0     |
| 1999-2000             | Charleroi SC          | Division 1            | 19          | 1           | 1               | 0               | 1                 | 0                 | -                              | -                              | -                              | 21    | 1     |
| Sous-total            | Sous-total            | Sous-total            | 239         | 20          | 15              | 1               | 4                 | 1                 | -                              | 6                              | 1                              | 264   | 23    |
| 2000-2001             | Francs Borains        | Division 3B           | 21          | 3           | -               | -               | -                 | -                 | -                              | -                              | -                              | 21    | 3     |
| 2002-2003             | RFC Ath               | Promotion A (D4)      | 24          | 1           | 1               | 0               | -                 | -                 | -                              | -                              | -                              | 25    | 1     |
| 2003-2004             | Jeunesse aischoise    | Promotion D (D4)      | 25          | 0           | 2               | 0               | -                 | -                 | -                              | -                              | -                              | 27    | 0     |
| Total sur la carrière | Total sur la carrière | Total sur la carrière | 309         | 24          | 18              | 1               | 4                 | 1                 | -                              | 6                              | 1                              | 337   | 27    |

#### En sélections nationales
| Saison                | Sélection             | Phases finales        | Phases finales | Phases finales | Phases finales | Éliminatoires CDM | Éliminatoires CDM | Éliminatoires CDM | Éliminatoires EURO | Éliminatoires EURO | Éliminatoires EURO | Matchs amicaux | Matchs amicaux | Matchs amicaux | Total | Total | Total |
| Saison                | Sélection             | Compétition           | M              | B              | Pd             | M                 | B                 | Pd                | M                  | B                  | Pd                 | M              | B              | Pd             | M     | B     | Pd    |
| --------------------- | --------------------- | --------------------- | -------------- | -------------- | -------------- | ----------------- | ----------------- | ----------------- | ------------------ | ------------------ | ------------------ | -------------- | -------------- | -------------- | ----- | ----- | ----- |
| 1995-1996             | Belgique aspirants    | -                     | -              | -              | -              | -                 | -                 | -                 | -                  | -                  | -                  | 1              | 0              | 0              | 1     | 0     | 0     |
| Total sur la carrière | Total sur la carrière | Total sur la carrière | -              | -              | -              | -                 | -                 | -                 | -                  | -                  | -                  | 1              | 0              | 0              | 1     | 0     | 0     |

#### Matchs internationaux
| Matchs aspirants de Roch Gérard | Matchs aspirants de Roch Gérard | Matchs aspirants de Roch Gérard        | Matchs aspirants de Roch Gérard | Matchs aspirants de Roch Gérard | Matchs aspirants de Roch Gérard | Matchs aspirants de Roch Gérard | Matchs aspirants de Roch Gérard                              |
| #                               | Date                            | Lieu                                   | Adversaire                      | Résultat                        | Compétition                     | Club                            | Notes                                                        |
| ------------------------------- | ------------------------------- | -------------------------------------- | ------------------------------- | ------------------------------- | ------------------------------- | ------------------------------- | ------------------------------------------------------------ |
| 1                               | 26 mars 1996                    | Stade du Mambourg, Charleroi, Belgique | France B                        | N 1 - 1                         | Match amical                    | Charleroi SC                    | Titulaire, remplacé par Olivier Doll à la 72e minute de jeu. |

### Statistiques d'entraîneur
| Saison                | Club                  | Championnat           | Championnat | Championnat | Championnat | Championnat | Coupe(s) nationale(s) | Coupe(s) nationale(s) | Coupe(s) nationale(s) | Coupe(s) nationale(s) | Autres compétitions | Autres compétitions | Autres compétitions | Autres compétitions | Autres compétitions | Total | Total | Total | Total | % Victoires |
| Saison                | Club                  | Division              | M           | V           | N           | D           | M                     | V                     | N                     | D                     | Comp.               | M                   | V                   | N                   | D                   | M     | V     | N     | D     | % Victoires |
| --------------------- | --------------------- | --------------------- | ----------- | ----------- | ----------- | ----------- | --------------------- | --------------------- | --------------------- | --------------------- | ------------------- | ------------------- | ------------------- | ------------------- | ------------------- | ----- | ----- | ----- | ----- | ----------- |
| 2005-2006             | Jeunesse aischoise    | Séries provinciales   | -           | -           | -           | -           | -                     | -                     | -                     | -                     | -                   | -                   | -                   | -                   | -                   | -     | -     | -     | -     | -           |
| 2006-2007             | Jeunesse aischoise    | Promotion D (D4)      | 30          | 10          | 7           | 13          | -                     | -                     | -                     | -                     | -                   | -                   | -                   | -                   | -                   | 30    | 10    | 7     | 13    | 33%         |
| 2007-2008             | Jeunesse aischoise    | Promotion D (D4)      | 30          | 12          | 7           | 11          | -                     | -                     | -                     | -                     | -                   | -                   | -                   | -                   | -                   | 30    | 12    | 7     | 11    | 40%         |
| 2008-2009             | Jeunesse aischoise    | Promotion D (D4)      | 30          | 11          | 3           | 16          | -                     | -                     | -                     | -                     | -                   | -                   | -                   | -                   | -                   | 30    | 11    | 3     | 16    | 37%         |
| Sous-total            | Sous-total            | Sous-total            | 90          | 33          | 17          | 40          | -                     | -                     | -                     | -                     | -                   | -                   | -                   | -                   | -                   | 90    | 33    | 17    | 40    | 37%         |
| 2009-2010             | RJS Heppignies        | Promotion A (D4)      | 28          | 15          | 8           | 5           | 3                     | 1                     | 1                     | 1                     | -                   | -                   | -                   | -                   | -                   | 31    | 16    | 9     | 6     | 52%         |
| 2010-2011             | RJS Heppignies        | Division 3B           | 34          | 10          | 9           | 15          | 3                     | 2                     | 0                     | 1                     | -                   | -                   | -                   | -                   | -                   | 37    | 12    | 9     | 16    | 32%         |
| 2011-2012             | RJS Heppignies        | Division 3A           | 32          | 11          | 11          | 10          | 2                     | 1                     | 0                     | 1                     | -                   | -                   | -                   | -                   | -                   | 34    | 12    | 11    | 11    | 35%         |
| 2012-2013             | RJS Heppignies        | Division 3B           | 15          | 3           | 5           | 7           | 1                     | 0                     | 1                     | 0                     | -                   | -                   | -                   | -                   | -                   | 16    | 3     | 6     | 7     | 19%         |
| Sous-total            | Sous-total            | Sous-total            | 109         | 39          | 33          | 37          | 9                     | 4                     | 2                     | 3                     | -                   | -                   | -                   | -                   | -                   | 118   | 43    | 35    | 40    | 36%         |
| 2012-2013             | RUW Ciney             | Division 3B           | 24          | 12          | 5           | 7           | 0                     | 0                     | 0                     | 0                     | -                   | -                   | -                   | -                   | -                   | 24    | 12    | 5     | 7     | 50%         |
| 2013-2014             | RUW Ciney             | Division 3B           | 34          | 11          | 10          | 13          | 3                     | 2                     | 0                     | 1                     | -                   | -                   | -                   | -                   | -                   | 37    | 13    | 10    | 14    | 35%         |
| 2014-2015             | RUW Ciney             | Division 3B           | 34          | 19          | 8           | 7           | 2                     | 1                     | 1                     | 0                     | -                   | -                   | -                   | -                   | -                   | 36    | 20    | 9     | 7     | 56%         |
| 2015-2016             | RUW Ciney             | Division 3B           | 36          | 17          | 6           | 13          | 2                     | 1                     | 0                     | 1                     | -                   | -                   | -                   | -                   | -                   | 38    | 18    | 6     | 14    | 47%         |
| 2016-2017             | RUW Ciney             | Division 2 Amateur    | 16          | 2           | 7           | 7           | 2                     | 1                     | 0                     | 1                     | -                   | -                   | -                   | -                   | -                   | 18    | 3     | 7     | 8     | 17%         |
| Sous-total            | Sous-total            | Sous-total            | 144         | 61          | 36          | 47          | 9                     | 5                     | 1                     | 3                     | -                   | -                   | -                   | -                   | -                   | 153   | 66    | 37    | 50    | 43%         |
| 2017-2018             | Pont-à-Celles-Buzet   | Séries provinciales   | 30          | 14          | 7           | 9           | 3                     | 2                     | 0                     | 1                     | -                   | -                   | -                   | -                   | -                   | 33    | 16    | 7     | 10    | 48%         |
| 2018-2019             | Pont-à-Celles-Buzet   | Séries provinciales   | 30          | 11          | 10          | 9           | 1                     | 0                     | 0                     | 1                     | -                   | -                   | -                   | -                   | -                   | 31    | 11    | 10    | 10    | 35%         |
| 2019-2020             | Pont-à-Celles-Buzet   | Division 3 Amateur    | 24          | 8           | 4           | 12          | 1                     | 0                     | 0                     | 1                     | -                   | -                   | -                   | -                   | -                   | 25    | 8     | 4     | 13    | 32%         |
| 2020-2021             | Pont-à-Celles-Buzet   | Division 3 Amateur    | 0           | 0           | 0           | 0           | 2                     | 1                     | 0                     | 1                     | -                   | -                   | -                   | -                   | -                   | 2     | 1     | 0     | 1     | 50%         |
| 2021-2022             | Pont-à-Celles-Buzet   | Division 3 Amateur    | 28          | 2           | 12          | 14          | 1                     | 0                     | 0                     | 1                     | -                   | -                   | -                   | -                   | -                   | 29    | 2     | 12    | 15    | 7%          |
| 2022-2023             | Pont-à-Celles-Buzet   | Séries provinciales   | 30          | 14          | 6           | 10          | -                     | -                     | -                     | -                     | TF                  | 1                   | 0                   | 0                   | 1                   | 31    | 14    | 6     | 11    | 45%         |
| 2023-2024             | Pont-à-Celles-Buzet   | Séries provinciales   | 30          | 17          | 7           | 6           | -                     | -                     | -                     | -                     | TF                  | 3                   | 2                   | 0                   | 1                   | 33    | 19    | 7     | 7     | 58%         |
| 2024-2025             | Pont-à-Celles-Buzet   | Division 3 Amateur    | 26          | 6           | 7           | 13          | 1                     | 0                     | 0                     | 1                     | -                   | -                   | -                   | -                   | -                   | 27    | 6     | 7     | 14    | 22%         |
| Sous-total            | Sous-total            | Sous-total            | 198         | 72          | 53          | 73          | 9                     | 3                     | 0                     | 6                     | -                   | 4                   | 2                   | 0                   | 2                   | 211   | 77    | 53    | 81    | 36%         |
| 2025-2026             | RUS Rebecq            | Division 2 Amateur    | -           | -           | -           | -           | -                     | -                     | -                     | -                     | -                   | -                   | -                   | -                   | -                   | -     | -     | -     | -     | 0%          |
| Total sur la carrière | Total sur la carrière | Total sur la carrière | 541         | 205         | 139         | 197         | 27                    | 12                    | 3                     | 12                    | -                   | 4                   | 2                   | 0                   | 2                   | 572   | 219   | 142   | 211   | 38%         |

## Palmarès

### Palmarès d'entraîneur
|  |  | Jeunesse aischoise - Championnat de Belgique de première provinciale (1) : - Champion : 2006 (Namur) |  | RJS Heppignies - Championnat de Belgique de quatrième division : - Vice-champion : 2010 (Promotion A) |